# Titi rudobrody
Titi rudobrody (Plecturocebus caquetensis) – endemiczny gatunek ssaka naczelnego z podrodziny titi (Callicebinae) w obrębie rodziny sakowatych (Pitheciidae).

## Taksonomia
Gatunek po raz pierwszy zgodnie z zasadami nazewnictwa binominalnego opisał w 2010 amerykańsko-kolumbijski zespół zoologów (Amerykanin Thomas R. Defler oraz Kolumbijczycy Marta Lucía Bueno & Javier García) nadając mu nazwę Callicebus caquetensis. Miejsce typowe to Vereda El Jardín na wysokości 251 m n.p.m., na wschód od Valparaíso, w magistracie Puerto Milan (1°08′24,6″N 75°32′34,0″W/1,140169 -75,542789), w departamencie Caquetá, w Kolumbii. Holotyp to skóra, czaszka, szkielet pozaczaszkowy i tkanki miękkie młodocianej samicy (sygnatura ICN 19439) zdeponowane w Instituto de Ciencias Naturales, przy Narodowym Uniwersytecie Kolumbii; samica zmarła w niewoli 27 stycznia 2008 roku w wieku jednego roku w ośrodku opieki nad dzikimi zwierzętami przy Narodowym Uniwersytecie Kolumbii.
P. caquetensis należy do grupy gatunkowej moloch (wcześniej w grupie gatunkowej cupreus). 
Autorzy Illustrated Checklist of the Mammals of the World uznają ten takson za gatunek monotypowy.

### Etymologia
- Plecturocebus: gr. πλεκτος plektos „pleciony, kręcony”, od πλεκω plekō „pleść”; ουρα oura „ogon”; κηβος kēbos „długoogoniasta małpa”[6].
- caquetensis: Caquetá, południowo-zachodnia Kolumbia[7].

## Zasięg występowania
Titi rudobrody występuje w południowo-zachodniej Kolumbii (departament Caquetá); gatunek znany tylko z jedenastu stanowisk między rzekami Japurá i Orteguaza, które wydają się wyznaczać granice południową, wschodnią i północną, z przedgórzem Andów na zachodzie.

## Wygląd
Długość ciała (bezo gona) holotypu, którym była młoda samica, wynosił 35 cm, inne danie nieznane. Futro P. caquetensis jest zazwyczaj brązowe, z jaśniejszym ogonem i kasztanowoczerwonymi podbrzuszem, szyją i policzkami. Podobnie jak titi ozdobny (P. ornatus) i titi białoogonowy (P. discolor) ma charakterystyczną rudą brodę z wyjątkiem tego, że nie posiada białego paska na czole jak one, ani nie ma białych dłoni i stóp jak titi ozdobna.

## Środowisko i zachowanie
Zamieszkuje niewielkie fragmenty lasów dorzecza Amazonki podzielone przez działalność rolniczą. Maksymalny zasięg występowania to około 100 km², ale faktycznie gatunek ten zajmuje teren o powierzchni zaledwie około 10 km². Fragmentacja siedlisk jest dodatkowym negatywnym czynnikiem zwiększającym niebezpieczeństwo wyginięcia tego gatunku, ponieważ małpy w celu osiągnięcia nowych terenów leśnych muszą przejść niebezpieczne otwarte sawanny, a nawet ogrodzone drutem kolczastym tereny rolnicze.
Wszystkie 13 badanych grup składało się z jednego dorosłego samca i samicy oraz od jednego do czterech młodych osobników. Podobnie jak u innych małp z rodzaju titi, które tworzą małe spójne grupy prowadzone przez związaną parę dorosłych, średnia wielkość grupy to cztery małpy. Również jak inne titi, P. caquetensis są monogamiczne i wydają na świat jedno dziecko rocznie.
Żywią się głównie owocami i liśćmi oraz także nasionami, jednak stanowią one jedynie niewielką część diety.
Młode osobniki gdy są zadowolone, wydają dźwięki podobne do mruczenia kota.

## Status zagrożenia i ochrona
Według Czerwonej księgi gatunków zagrożonych jest gatunkiem krytycznie zagrożonym (CR – ang. critically endangered) z powodu fragmentacji siedlisk oraz małej populacji liczącej około 250 osobników dorosłych.